# Boca (singolo)
Boca è un singolo della cantante italiana Gaia, del cantante giamaicano Sean Paul e del gruppo musicale Childsplay, pubblicato il 14 maggio 2021 come secondo estratto dal secondo album in studio di Gaia Alma.

## Descrizione
Il singolo ha visto la collaborazione del cantante giamaicano Sean Paul con la produzione di Childsplay. Il brano, in lingua portoghese e inglese, riprende la base della canzone Que calor dei Major Lazer.

## Accoglienza
AllMusic Italia ha accolto positivamente il ritorno al portoghese, affermando che dal brano trapela «la voglia di ricominciare a viaggiare facendosi trasportare dalle sensazioni senza preoccuparsi della destinazione, accompagnata dalla voglia di lasciarsi andare e dalla spensieratezza, abbandonando pensieri e negatività, perché ora è il momento di ripartire».

## Promozione
La cantautrice si esibisce con il brano nel corso della puntata finale del talent show Amici di Maria De Filippi il 15 maggio 2021.

## Video musicale
Il videoclip del brano, diretto da Francesco Calabrese e girato presso il centro congressi Ville Ponti, è stato pubblicato il 29 giugno 2021 sul canale YouTube della cantante.

## Tracce
Testi di Totó La Momposina, Don Hoitink, Antonio Fernández, Mimoum Steven Kwik, Steve Keanu Tandaju, Gaia Gozzi e Sean Paul.
1. Boca – 2:36

## Classifiche
| Classifica (2021) | Posizione massima |
| ----------------- | ----------------- |
| Italia            | 69                |

## Riconoscimenti
- 2022 – Videoclip Italia Awards[16]
  - Candidatura al miglior videoclip pop
  - Candidatura al miglior styling